# Riff
- Riff w muzyce jazzowej – refren zawierający krótkie zwroty rytmiczne, zwykle grany przez sekcję rytmiczną oraz dętą i zwieńczający solo instrumentalne. Zazwyczaj daje wrażenie zawieszania i symuluje zbliżanie się do zakończenia utworu, po którym jednakże następuje kolejne solo lub gra zespołowa[1].

- Riff w muzyce rockowej (i gatunkach muzycznych wywodzących się z rocka, jak np. w heavy metalu) – krótka melodia, motyw lub pojedyncza fraza, zwykle część dłuższego solo, często otwierająca utwór i potem powracająca wielokrotnie w czasie jego trwania. Riffy są najłatwiej "wpadającymi w ucho" motywami utworów rockowych (por. ostinato)[1].